# Augochlora rightmyerae
Augochlora rightmyerae är en biart som beskrevs av Engel 2000. Augochlora rightmyerae ingår i släktet Augochlora och familjen vägbin. Inga underarter finns listade.